# Gruta do Lapão
A gruta do Lapão é uma caverna localizada na cidade de Lençóis, no Parque Nacional da Chapada Diamantina, região central do estado brasileiro da Bahia. Na modalidade de lapas de arenito é aquela que possui a maior "boca" de entrada no Brasil.
Aberta à visitação turística, seu acesso requer cuidado se feito em períodos chuvosos pois o nível da água pode subir repentinamente.

## Características
Está localizada na área de afluência do rio São José (bacia do rio Paraguaçu), numa altitude de cerca de 600 metros (ou, como informa estudo da fauna local, a 900 metros). Sua constituição geológica é de arenitos intercalados com conglomerados, dentro da chamada Formação Tombador do Grupo Chapada Diamantina, formações da metade do proterozoico.
Possui duas entradas conhecidas, as duas bastante grandes, sendo a entrada Norte com as dimensões de 50 metros de largura por 10 metros de altura, ao passo que a entrada Leste tem 80 metros de largura com 40 metros de altura, que é visível desde a estrada que leva até Lençóis. Conforme os tipos morfológicos de sua constituição foi dividida em cinco setores por equipe do Instituto Chico Mendes de Conservação da Biodiversidade (ICMBio). Embora de conformação retilínea a gruta tem trechos sinuosos.
Tem alguns salões que atingem alturas próximas a 20 metros, que contrastam com galerias com teto a cerca de 1,5 metro de altura. Quanto ao piso é totalmente irregular, formado por vezes de blocos, noutras partes em arenito, e possui vários abismos e muitos blocos instáveis que requerem cuidado maior ao percorrer estes setores. A fauna ali é escassa, registrando-se a presença de aracnídeos (aranhas e escorpiões), além de insetos e morcegos.

### Setor I
Segundo descrição do ICMBio, o "setor I caracteriza-se por um amplo salão com zona penumbrada próximo à entrada Norte, graduando para a zona afótica, a medida que se segue na galeria de teto baixo que acessa os outros setores. Possui morfologia predominantemente retilínea com teto alto em quase toda a área e pisos irregulares sobre grandes blocos, além da presença de abismos". Assim como o setor II, possui uma maior quantidade de ornamentos como pequenas estalactites, com destaque para "duas irmãs" que surgem no teto baixo desta área.

### Setor II
Constitui-se em área totalmente ausente de luz que "possui morfologia retilínea, caracteriza-se como o setor mais amplo com os tetos mais altos da caverna, porém, com pisos dotados de trechos arenosos e outros com muitos blocos soltos e instáveis. A parte mais baixa deste setor, no final do salão (Leste) evidencia-se forte fluxo de água intermitente formada pelas enxurradas das chuvas, com direção Sul. Este trecho é conhecido como o lugar onde normalmente as pessoas que não conhecem a caverna se perdem".

### Setor III
Também em zona afótica, tem por característica "pequenos salões ligados por estreitas galerias distribuídos sob morfologia mista: retilínea no trecho centro-montante e meandrante no trecho centro-jusante. Este setor é o único local no interior da caverna onde se observa constantes gotejamentos, além da presença do curso d’água perene que aflora em 02 (dois) pequenos trechos. O teto deste setor é relativamente baixo comparado com os outros e o piso muito irregular, com presença de abismos, possui blocos instáveis e escorregadios devido à presença de água, além de areia e cascalho próximo à água".

### Setor IV
Completamente escuro, como os dois anteriores, é formado "por uma galeria estreita (média de 10m) com morfologia totalmente retilínea. A altura do teto é mediana aumentando à medida que se aproxima da entrada Leste. O piso é dotado de grandes blocos distribuídos irregularmente ao longo de todo trecho". Assim como no setor V, ali não foram registrados espeleotemas.

### Setor V
Esta parte da caverna possui um grande salão, de formato retilíneo e em zona de penumbra que vai gradualmente aclarando até a imensa entrada Leste, e que possui uma altura de 36 metros com largura de 80 metros que vão até "os grandes blocos, acrescidos de mais 15 m até o piso do vale onde ressurge abaixo dos grande blocos a água antes presentes somente no setor III. O piso é dotado de gigantes blocos dispostos conforme a nítida projeção do descolamento de grandes placas rochosas das paredes e teto".

## Turismo
Dada sua proximidade com a zona urbana possui um grande fluxo espeleoturístico, sobretudo na alta temporada; a caminhada dentro da caverna tem cerca de 800 metros de percurso, havendo ainda a possibilidade da prática de rappel na entrada Leste.